# Ludvika
Ludvika este un oraș în Suedia.

## Demografie
| \| Evoluția demografică a zonei urbane Ludvika, 1970–2015 \| Evoluția demografică a zonei urbane Ludvika, 1970–2015 \| Evoluția demografică a zonei urbane Ludvika, 1970–2015 \| Evoluția demografică a zonei urbane Ludvika, 1970–2015 \| Evoluția demografică a zonei urbane Ludvika, 1970–2015 \| \| --------------------------------------------------------------------------------------- \| ------------------------------------------------------ \| ------------------------------------------------------ \| ------------------------------------------------------ \| ------------------------------------------------------ \| \| An \| \| \| Locuitori \| \| \| 1970 \| 1970 \| \| 18.266 \| 18.266 \| \| 1975 \| 1975 \| \| 18.217 \| 18.217 \| \| 1980 \| 1980 \| \| 17.640 \| 17.640 \| \| 1990 \| 1990 \| \| 16.087 \| 16.087 \| \| 1995 \| 1995 \| \| 15.451 \| 15.451 \| \| 2000 \| 2000 \| \| 14.410 \| 14.410 \| \| 2005 \| 2005 \| \| 14.018 \| 14.018 \| \| 2010 \| 2010 \| \| 14.498 \| 14.498 \| \| 2015 \| 2015 \| \| 15.245 \| 15.245 \| \| Sursa: SCB - Statistika Centralbyrån, Folkmängden per tätort. Vart femte år 1960 - 2016 \| \| \| \| \| |      |  |           |        |
| Evoluția demografică a zonei urbane Ludvika, 1970–2015 |      |  |           |        |
| An |      |  | Locuitori |        |
| 1970 | 1970 |  | 18.266    | 18.266 |
| 1975 | 1975 |  | 18.217    | 18.217 |
| 1980 | 1980 |  | 17.640    | 17.640 |
| 1990 | 1990 |  | 16.087    | 16.087 |
| 1995 | 1995 |  | 15.451    | 15.451 |
| 2000 | 2000 |  | 14.410    | 14.410 |
| 2005 | 2005 |  | 14.018    | 14.018 |
| 2010 | 2010 |  | 14.498    | 14.498 |
| 2015 | 2015 |  | 15.245    | 15.245 |
| Sursa: SCB - Statistika Centralbyrån, Folkmängden per tätort. Vart femte år 1960 - 2016 |      |  |           |        |